# Réserve naturelle de Mellandsvågen
La réserve naturelle de Mellandsvågen est une réserve naturelle norvégienne située sur la côte ouest de Skardsøya dans la commune d'Aure comté de Møre og Romsdal. La réserve naturelle a, depuis 1996, le statut de ramsarområde en raison de son importance pour les oiseaux migrateurs.
La réserve a été créée en 1988 pour prendre soin d'une importante zone humide avec ses espèces végétales, des oiseaux et d'autres animaux sauvages. Un espace de protection animale, appelé Mellandsvågen dyrelivsfredning mesurant 12,2 km2, a été créé à la même époque, en 1988. Il est situé au sud et à l'ouest de la réserve et englobe domaine terrestre et maritime.